# Граф Каледон
Граф Каледон из Каледона в графстве Тирон (англ. Earl of Caledon) — титул в системе Пэрства Ирландии. Он был создан в 1800 году для Джеймса Александера, 1-го виконта Каледона (1730—1802). Он был коммерсантом, который сделал огромное состояние в Индии. Он также представлял избирательный округ Лондондерри-сити в Ирландской палате общин (1775—1790). Джеймс Александер получил титула барона Каледона (1790) и виконта Каледона из Каледона в графстве Тирон (1797), став пэром Ирландии.
В 1802 году ему наследовал его сын, Дю Пре Александер, 2-й граф Каледон (1777—1839). Он был первым губернатором Капской колонии (1807—1811) и заседал в Палате лордов в качестве представителя ирландских пэров (1804—1839). Его сын, Джеймс Александер, 3-й граф Каледон (1812—1855). Он кратко представлял графство Тирон от консервативной партии в Палате общин (1837—1839) и заседал в качестве представителя ирландских пэров в Палате лордов (1841—1855). Его старший сын, Джеймс Александер, 4-й граф Каледон (1846—1898), также заседал в Палате лордов Великобритании в качестве представителя ирландских пэров с 1877 по 1898 год. Ему наследовал его старший сын, Эрик Джеймс Александер, 5-й граф Каледон (1885—1968). Он не был женат, и ему наследовал его племянник, Дэнис Александер, 6-й граф Каледон (1920—1980). Он был сыном достопочтенного Хербранда Чарльза Александера (1888—1965), второго сына 4-го графа Каледона. В 1980 году его преемником стал единственный сын, Николас Александер, 7-й граф Каледон (род. 1955). В 1989 году он получил титул лорда-лейтенанта графства Арма.
Известным представителем рода является британский фельдмаршал Харольд Александер, 1-й граф Александер Тунисский (1891—1969), третий сын 4-го графа Каледона.
Сэр Уильям Александер (1743—1820), сын Уильяма Александера (ум. 1788) и двоюродный брат 1-го графа Каледона, получил титул баронета из Бэлкампа (графство Дублин) в 1809 году. В настоящее время носителем титула баронета является его потомок Сэр Патрик Десмонд Уильям Кабле-Александер, 8-й баронет (род. 1936).
Род Александеров происходит от капитана Эндрю Александера из Эрригала в графстве Донегол, которые получил владения под Лимавади, графство Лондондерри, в 1663 году. В 1689 году он был лишен прав патриотическим парламентом Якова II Стюарта в Дублине. От первого брака с мисс Филиппс у него был сын Джейкоб, родоначальник ветви Александер из Ahilly (графство Донегол), от второго брака с мисс Хиллхаус у него также был сын Джон Александр (ум. 1747), который женился на Энн Уайт, дочери Джона Уайта из Cadyhill (графство Лондондерри) и имел четырёх детей. Его второй сын Натаниэль Александер (1689—1761) был олдерменом города Дерри в 1755 году и отцом Джеймса Александера, 1-го графа Каледона.
У Роберта Александера (1722—1790), старшего брата 1-го графа Каледона, было несколько сыновей, в том числе Натаниэль Александер (1760—1840), епископ Мита; Генри Александер (1763—1818) был депутатом Палаты общин Великобритании от города Лондондерри-сити и Олд-Сарума; генерал-лейтенант Уильям Александер (1768—1824), мэр Дерри; Джеймс Александер (1769—1848), депутат Палаты общин от Олд-Сарума; Джозеф Дю Пре Александер (1771—1839) также был депутатом от Олд-Сарума.
Натаниэль Александер был дедом Натаниэля Александера (1815—1853), депутата Палаты общин от Антрима (1841—1852), а генерал-лейтенант Уильям Александер — дедом Уильяма Александера (1824—1911), епископа Дерри и Рафоу (1867—1896) и архиепископа Армы (1896—1911).
Старший сын и наследник графа Каледона использует в качестве титула учтивости — титул «Виконта Александера».
Фамильная резиденция графов Каледон — Замок Каледон, в окрестностях Каледона, графство Тирон в Северной Ирландии.

## Графы Каледон (1800)
- 1800—1802: Джеймс Александер, 1-й граф Каледон (1730 — 22 марта 1802), второй сын Натаниэля Александера (1689—1761);
- 1802—1839: Дю Пре Александер, 2-й граф Каледон (14 декабря 1777 — 8 апреля 1839), единственный сын предыдущего;
- 1839—1855: Джеймс Дю Пре Александер, 3-й граф Каледон (27 июля 1812 — 30 июня 1855), единственный сын предыдущего;
- 1855—1898: Джеймс Александер, 4-й граф Каледон (11 июля 1846 — 27 апреля 1898), старший сын предыдущего;
- 1898—1968: Майор Эрик Джеймс Десмонд Александер, 5-й граф Каледон (9 августа 1885 — 10 июля 1968), старший сын предыдущего;
- 1968—1980: Майор Дэнис Джеймс Александер, 6-й граф Каледон (10 ноября 1920 — 20 мая 1980), сын Хербранда Чарльза Александера (1888—1965) и внук 4-го графа Каледона;
- 1980 — настоящее время: Николас Джеймс Александер, 7-й граф Каледон (род. 6 мая 1955), единственный сын предыдущего от второго брака;
  - Наследник: Фредерик Джеймс Александер, виконт Александер (род. 15 октября 1990), сын предыдущего.